# Sarcophaga aratrix
Sarcophaga aratrix är en tvåvingeart som beskrevs av Louis Pandellé 1896. 
Sarcophaga aratrix ingår i släktet Sarcophaga och familjen köttflugor. Arten är reproducerande i Sverige. Inga underarter finns listade i Catalogue of Life.